# Antonie (Silésie)
Pour les articles homonymes, voir Antonie.
Antonie (prononciation : [anˈtɔɲɛ]) est une localité polonaise de la gmina de Popów, située dans le powiat de Kłobuck en voïvodie de Silésie.